# Эбонг, Макс
Африд Макс Эбонг Нгоме (бел. Афрыд Макс Эбонг Нгамэ; род. 26 августа 1999, Витебск) — белорусский футболист, полузащитник клуба «Астана» и национальной сборной Беларуси.

## Биография
Родился в Витебске в семье камерунца и белоруски. Отец приехал в Беларусь для учёбы в Витебском государственном медицинском университете, где и познакомился с матерью футболиста. В середине 2000 годов отец уехал на заработки в Москву, а позже вернулся на родину в Камерун.

## Карьера

### «Шахтёр» Солигорск
Футболом начал заниматься в юношеском возрасте в родном Витебске. Позже перебрался в структуру солигорского «Шахтёра». В ноябре 2016 года футболист подписал с солигорским клубом свой первый профессиональный контракт. В 2017 году футболист стал выступать за дублирующий состав клуба, а также принял участие за команду до 19 лет в рамках юношеской лиги УЕФА.
В начале 2018 года футболист стал готовиться к новому сезону с основной командой солигорского клуба. Дебютировал за клуб 11 марта 2018 года в матче Кубка Беларуси против могилёвского «Днепра», выйдя в стартовом составе и отыграв все 90 минут. Свой дебютный матч в Высшей лиге сыграл 23 апреля 2018 года также против могилёвского «Днепра». Первым результативным действием отличился 22 мая 2018 года в матче против «Городеи», отдав голевую передачу. Дебютный гол за клуб забил 13 июня 2018 года в матче против жодинского «Торпедо-БелАЗ». В июле 2018 года вместе с клубом отправился на квалификационные матчи Лиги Европы УЕФА. В матче 12 июля 2018 года против валлийского клуба «Коннас-Ки Номадс» футболист отличился забитым голом. В матче 29 июля 2018 года в рамках Кубка Беларуси против клуба «Андердог» отличился забитым дублем. Футболист на протяжении сезона был одним из основных игроком основной команды. Стал серебряным призёром Высшей лиги. В свой актив футболист записал 5 забитых голов во всех турнирах и 2 результативные передачи.
Новый сезон футболист начал с матча Кубка Беларуси 15 марта 2019 года против бобруйской «Белшины». Первый матч в чемпионате сыграл 6 апреля 2019 года против гродненского «Немана». Стал обладателем Кубка Беларуси 26 мая 2019 года, одолев в финале «Витебск». В июле 2019 года вместе с клубом отправился на квалификационные матчи Лиги Европы УЕФА. Первый матч сыграл 11 июля 2019 года против мальтийского клуба «Хибернианс». Вместе с клубом дошёл до третьего квалификационного раунда, где по сумме матчей проиграли итальянскому клубу «Торино». Первым результативным действием отличился 12 августа 2019 года в матче против гродненского «Немана», отдав голевую передачу. По окончании сезона футболист стал бронзовым призёром Высшей лиги.

### «Астана»

#### Сезон 2020
В начале января 2020 года появилась информация, что к футболисту проявляет интерес казахстанская «Астана». В конце месяца футболист официально перешёл в казахстанский клуб. Контракт с футболистом был заключён сроком на 4 года, а сумма трансфера составила порядка 250 тысяч евро. Дебютировал за клуб 29 февраля 2020 года в матче за Суперкубок Казахстана против «Кайсара», став по итогу обладателем титула. Свой дебютный матч в казахстанской Премьер-Лиге сыграл 7 марта 2020 года против клуба «Кызыл-Жар». В августе 2020 года отправился вместе с клубом на квалификационный матч Лиги чемпионов УЕФА против брестского «Динамо», где белорусский клуб с разгромным счётом оказался сильнее. Затем 17 сентября 2020 года сыграл матч в рамках квалификации Лиги Европы УЕФА против черногорского клуба «Будучност», которому проиграли с минимальным счётом. Первым результативным действием за клуб футболист отличился 1 октября 2020 против «Каспия», отдав голевую передачу. По итогу сезона футболист с 3 результативными передачами в своём активе стал бронзовым призёром Премьер-Лиги.

#### Сезон 2021
Новый сезон начал с полуфинального матча Суперкубка Казахстана 2 марта 2021 года против карагандинского «Шахтёра». В финале Суперкубка 6 марта 2021 года в серии послематчевых пенальти проиграл «Тоболу». Первый матч в чемпионате сыграл 13 марта 2021 года против «Турана». В следующем матче 19 марта 2021 года против «Каспия» забил свой дебютный гол за клуб. В матче Казахстана 16 июля 2021 года против клуба «Туран» отличился дублем из голевых передачах. В июле 2021 года вместе с клубом отправился на квалификационные матчи Лиги конференций УЕФА. Первый матч сыграл 22 июля 2021 года против греческого клуба «Арис». В рамках третьего квалификационного рануда 12 августа 2021 года против финского клуба КуПС проиграл с разницей в гол и выбыл с квалификаций. Сыграл свой 50 матч в футболке казахстанского клуба 29 октября 2021 года в рамках 26 тура чемпионата. По итогу сезона футболист с 6 голами и 7 результативными передачами во всех турнирах стал серебряным призёром Премьер-Лиги.

#### Сезон 2022
В декабре 2021 года футболистом интересовались клубы российской Премьер-Лиги. Первый матч в новом сезоне сыграл 5 марта 2022 года против карагандинского «Шахтёра». Первый гол в сезоне футболист забил 10 апреля 2022 года в матче против клуба «Тараз». В матче 19 июня 2022 года против клуба «Аксу» отличился дублем из результативным передач. В июле 2022 года отправился вместе с клубом на квалификационные матчи Лиги конференций УЕФА. Первый матч сыграл 21 июля 2022 года против польского клуба «Ракув», выйдя на поле с капитанской повязкой, однако по итогу проиграв пропустив 5 безответных мячей. В ответной встрече 28 июля 2022 года футболист также появился с капитанской повязкой, однако «Ракув» снова оказался сильнее, тем самым выбив казахстанский клуб с этапа квалификаций. По итогу сезона футболист отличился 2 забитыми голами и 6 результативными передачами, а также стал победителем Премьер-Лиги. В конце ноября 2022 года футболист был вторым самым дорогим футболистом казахстанского чемпионата.

#### Сезон 2023
В декабре 2022 года футболист начал подготовку с казахстанским клубом. Новый сезон начал с победы в матче за Суперкубок Казахстана 25 февраля 2023 года против клуба «Ордабасы». Первый матч в чемпионате сыграл 4 марта 2023 года против карагандинского «Шахтёра». В июне 2023 года ходила информация об интересе к футболисту со стороны российского «Рубина». В июле 2023 года вместе с клубом отправился на квалификационные матчи Лиги чемпионов УЕФА. Первый матч в рамках еврокубкового турнира сыграл 12 июля 2023 года против тбилисского «Динамо». Во втором квалификационном раунде уступил загребскому «Динамо» и вылетел в квалификации Лиги Европы УЕФА, где по сумме матчей уступил болгарскому «Лудогорцу». Затем вместе с клубом вышел в основной этап Лиги конференций УЕФА, в квалификационным раунде плей-офф победив албанский «Партизани». Первый матч на групповом этапе Лиги конференций УЕФА сыграл 21 сентября 2023 года в матче против загребского «Динамо». Первым результативным действием за клуб в чемпионате отличился 27 сентября 2023 года против клуба «Окжетпес», отдав голевую передачу. По итогу сезона футболист вместе с клубом стал серебряным призёром чемпионата. Игрок был признан лучшим белорусским футболистом по итогам 2023 года. По итогу группового этапа Лиги конференций УЕФА футболист вместе с клубом заняли итоговое третье место, завершив своё выступление на еврокубковом турнире. В декабре 2023 года появилась информация, что футболист может продолжить карьеру в азербайджанском «Нефтчи». В январе 2024 года казахстанские СМИ сообщили, что футболист покинул казахстанский клуб.

#### Сезон 2024
В январе 2024 года футболист вместе с «Астаной» отправился на предсезонный сбор и как сообщали источники, футболист близок к продлению контракта. Первый матч в новом сезоне футболист сыграл 1 марта 2024 года против «Жениса», выйдя на поле в стартовом составе. Первым результативным действием в сезоне футболист отличился 5 марта 2024 года в матче против клуба «Жетысу», отдав голевую передачу.

#### Сезон 2025
15 июня 2025 года в матче 12-го тура чемпионата Казахстана помог «Астане» добиться волевой победы над «Окжетпесом» (5:2). Полузащитник отличился на 57-й минуте, сделав счет 4:2. Эбонг забил впервые за клуб в официальном матче с 22 апреля 2022 года. Тогда он поучаствовал в разгроме «Каспия» (4:0).

## Международная карьера
В августе 2017 года футболист получил вызов в юношескую сборную Беларуси до 19 лет. Дебютировал за сборную 2 сентября 2017 года в рамках товарищеского матча против сверстников из Эстонии. В мае 2018 года футболист получил вызов в молодёжную сборную Беларуси. Дебютировал за сборную 5 июля 2018 года в товарищеском матче против молодёжной сборной Албании. В сентябре 2018 года футболист вместе со сборной отправился на квалификационные матчи молодёжного чемпиона Европы. В первом матче группового этапа 6 сентября 2018 года против Молдовы футболист забил свой дебютный гол.
В августе 2019 года футболист попал в расширенный список футболистов, получивших вызов в национальную сборную Беларуси. В сентябре 2019 года футболист окончательно получил вызов национальную сборную. Дебютировал за сборную 9 сентября 2019 года в товарищеском матче против сборной Уэльса. Дебютный гол за сборную забил 15 ноября 2020 года в рамках Лиги наций УЕФА против сборной Литвы.

## Достижения
«Шахтёр» Солигорск
- Обладатель Кубка Беларуси: 2018/19

«Астана»
- Чемпион Казахстана: 2022
- Серебряный призёр чемпионата Казахстана (3): 2021, 2023, 2024
- Бронзовый призёр чемпионата Казахстана: 2020
- Обладатель Суперкубка Казахстана (2): 2020, 2023
- Обладатель Кубка Лиги Казахстана: 2024

## Статистика выступлений

### Клубная
| Сезон | Дивизион | Клуб               | Страна          | Матчи | Голы |
| ----- | -------- | ------------------ | --------------- | ----- | ---- |
| 2017  | дубль    | Шахтёр (Солигорск) | Флаг Беларуси   | 29    | 3    |
| 2018  | Д1       | Шахтёр (Солигорск) | Флаг Беларуси   | 16    | 2    |
| 2019  | Д1       | Шахтёр (Солигорск) | Флаг Беларуси   | 17    | 0    |
| 2020  | Д1       | Астана             | Флаг Казахстана | 18    | 0    |
| 2021  | Д1       | Астана             | Флаг Казахстана | 20    | 5    |
| 2022  | Д1       | Астана             | Флаг Казахстана | 23    | 2    |
| 2023  | Д1       | Астана             | Флаг Казахстана | 19    | 0    |
| 2024  | Д1       | Астана             | Флаг Казахстана | 22    | 0    |
| 2025  | Д1       | Астана             | Флаг Казахстана | 8     | 0    |

### В сборной
| №  | Дата            | Оппонент    | Счёт | Голы | Пасы | Карточки | Минуты | Соревнование                  |
| -- | --------------- | ----------- | ---- | ---- | ---- | -------- | ------ | ----------------------------- |
| 1  | 9 сентября 2019 | Уэльс       | 0:1  | —    | —    | —        | 45'    | Товарищеский матч             |
| 2  | 13 октября 2019 | Нидерланды  | 1:2  | —    | —    | —        | 20'    | Отбор ЧЕ-2020 (группа C)      |
| 3  | 7 сентября 2020 | Казахстан   | 2:1  | —    | —    | 73'      | 85'    | Лига наций 2020/2021 (Лига C) |
| 4  | 8 октября 2020  | Грузия      | 0:1  | —    | —    | —        | 90'    | Стыковые матчи отбора ЧЕ-2020 |
| 5  | 11 октября 2020 | Литва       | 2:2  | —    | —    | 37'      | 80'    | Лига наций 2020/2021 (Лига C) |
| 6  | 11 ноября 2020  | Румыния     | 3:5  | —    | —    | —        | 62'    | Товарищеский матч             |
| 7  | 15 ноября 2020  | Литва       | 2:0  | 20′  | —    | —        | 90'    | Лига наций 2020/2021 (Лига C) |
| 8  | 18 ноября 2020  | Албания     | 2:3  | 80′  | —    | —        | 90'    | Лига наций 2020/2021 (Лига C) |
| 9  | 24 марта 2021   | Гондурас    | 1:1  | —    | —    | —        | 46'    | Товарищеский матч             |
| 10 | 27 марта 2021   | Эстония     | 4:2  | —    | —    | —        | 58'    | Отбор ЧМ-2022 (Группа E)      |
| 11 | 30 марта 2021   | Бельгия     | 0:8  | —    | —    | —        | 46'    | Отбор ЧМ-2022 (Группа E)      |
| 12 | 2 июня 2021     | Азербайджан | 1:2  | —    | —    | —        | 84'    | Товарищеский матч             |
| 13 | 2 сентября 2021 | Чехия       | 0:1  | —    | —    | 73'      | 89'    | Отбор ЧМ-2022 (Группа E)      |
| 14 | 5 сентября 2021 | Уэльс       | 2:3  | —    | —    | —        | 73'    | Отбор ЧМ-2022 (Группа E)      |
| 15 | 8 сентября 2021 | Бельгия     | 0:1  | —    | —    | 88'      | 21'    | Отбор ЧМ-2022 (Группа E)      |
| 16 | 11 октября 2021 | Чехия       | 0:2  | —    | —    | —        | 90'    | Отбор ЧМ-2022 (Группа E)      |
| 17 | 13 ноября 2021  | Уэльс       | 1:5  | —    | —    | 83'      | 19'    | Отбор ЧМ-2022 (Группа E)      |
| 18 | 16 ноября 2021  | Иордания    | 1:0  | —    | —    | 89'      | 20'    | Товарищеский матч             |

Итого: сыграно матчей: 18 / забито голов: 2; победы: 4, ничьи: 2, поражения: 12.